# 贵州省高级人民法院
贵州省高级人民法院是中華人民共和國贵州省的高级人民法院。

## 机构设置
- 审判委员会

## 历任领导
院长
副院长

## 对应中级人民法院
- 贵州省贵阳市中级人民法院
- 贵州省六盘水市中级人民法院
- 贵州省遵义市中级人民法院
- 贵州省铜仁市中级人民法院
- 贵州省黔西南布依族苗族自治州中级人民法院
- 贵州省毕节市中级人民法院
- 贵州省安顺市中级人民法院
- 贵州省黔东南苗族侗族自治州中级人民法院
- 贵州省黔南布依族苗族自治州中级人民法院

## 对应铁路运输基层法院
- 贵阳铁路运输法院